# Красногвардійська сільська рада (Совєтський район)
Красногварді́йська сільська́ ра́да — адміністративно-територіальна одиниця та орган місцевого самоврядування в Совєтському районі Автономної Республіки Крим. Адміністративний центр — село Красногвардійське.

## Загальні відомості
- Населення ради: 2 042 осіб (станом на 2001 рік)

## Населені пункти
Сільській раді були підпорядковані населені пункти:
- с. Красногвардійське
- с. Лохівка
- с. Лучове

## Склад ради
Рада складалася з 18 депутатів та голови.
- Голова ради: Шкуріна Лариса Миколаївна
- Секретар ради: Заяц Марина Вікторівна

### Керівний склад попередніх скликань
| Прізвище, ім'я, по батькові | Основні відомості                                                         | Дата обрання | Дата звільнення |
| --------------------------- | ------------------------------------------------------------------------- | ------------ | --------------- |
| Шкурина Лариса Миколаївна   | Сільський голова, 1958 року народження, член Партії регіонів              | 26.03.2006   | 31.10.2010      |
| Шкуріна Лариса Миколаївна   | Сільський голова, 1958 року народження, освіта вища, член Партії регіонів | 31.10.2010   |                 |

Примітка: таблиця складена за даними сайту Верховної Ради України

### Депутати
За результатами місцевих виборів 2010 року депутатами ради стали:

#### За суб'єктами висування
| Суб'єкт висування                 | Кількість обраних депутатів | %    |
| --------------------------------- | --------------------------- | ---- |
| Партія регіонів                   | 17                          | 94,4 |
| Політична партія «Руська Єдність» | 1                           | 5,6  |

#### За округами
| № округу                          | Прізвище, ім'я, по батькові     | Дата визнання обраним | Освіта             | Партійна приналежність                  | Відомості про обраного депутата                         |
| --------------------------------- | ------------------------------- | --------------------- | ------------------ | --------------------------------------- | ------------------------------------------------------- |
| Партія регіонів                   |                                 |                       |                    |                                         |                                                         |
| 1                                 | Князєв Олег Яковлевич           | 03.11.2010            | середня спеціальна | член Партії регіонів                    | приватний підприємець, магазин «Валерія»                |
| 2                                 | Пациєнко Сергій Володимирович   | 03.11.2010            | середня            | член Партії регіонів                    | приватний підприємець с. Красногвардійське              |
| 3                                 | Дувадак Лиля Серяновна          | 03.11.2010            | середня спеціальна | член Партії регіонів                    | Красногвардійська сільська рада, діловод                |
| 4                                 | Глущенко Тетяна Володимирівна   | 03.11.2010            | вища               | член Партії регіонів                    | Красногвардійська загальноосвітня школа, директор       |
| 5                                 | Кошель Ольга Іванівна           | 03.11.2010            | середня            | член Партії регіонів                    | Совєтське відділення СПАПта НГ, культорганизатор        |
| 6                                 | Стукалова Ніна Вікторівна       | 03.11.2010            | середня            | член Партії регіонів                    | Красногвардійська бібліотека, бібліотекар               |
| 7                                 | Слабік Людмила Олександрівна    | 03.11.2010            | середня            | член Партії регіонів                    | Красногвардійський будинок культури, директор           |
| 8                                 | Федорова Світлана Анатоліївна   | 03.11.2010            | середня            | член Партії регіонів                    | Совєтське відділення СПАПта НГ, перукар                 |
| 9                                 | Шматова Софія Іванівна          | 03.11.2010            | середня            | член Партії регіонів                    | Красногвардійська амбулаторія, молодша медична сестра   |
| 10                                | Мустафаєва Діляра Рєфіковна     | 03.11.2010            | вища               | позапартійна                            | Красногвардійська амбулаторія, сімейний лікар           |
| 11                                | Кріворучко Валентина Миколаївна | 03.11.2010            | вища               | член Партії регіонів                    | Красногвардійська загальноосвітня школа, вчитель музики |
| 13                                | Заяць Марина Вікторівна         | 03.11.2010            | вища               | член Партії регіонів                    | Красногвардійська сільська рада, секретар               |
| 14                                | Сєітягьяєва Венера Азісівна     | 03.11.2010            | середня            | позапартійна                            | Лохівський сільський клуб, прибиральниця                |
| 15                                | Мустафаєва Надія Петрівна       | 03.11.2010            | вища               | позапартійна                            | тимчасово не працює                                     |
| 16                                | Яцула Любов Василівна           | 03.11.2010            | середня спеціальна | позапартійна                            | бібліотека, с Лохівка, бібліотекар                      |
| 17                                | Стратійчук Віктор Анатолійович  | 03.11.2010            | середня спеціальна | член Партії регіонів                    | с Лохівка, тимчасово безробітний                        |
| 18                                | Муратова Ваде                   | 03.11.2010            | середня спеціальна | позапартійна                            | фельдшерсько-акушерський пункт с. Лохівка, фельдшер     |
| Політична партія «Руська Єдність» |                                 |                       |                    |                                         |                                                         |
| 12                                | Шароваріна Катерина Сергіївна   | 03.11.2010            | середня            | член Політичної партії «Руська Єдність» | Красногвардійська сільська рада, архивариус             |